# Kunhardtia rhodantha
Kunhardtia rhodantha är en gräsväxtart som beskrevs av Bassett Maguire. Kunhardtia rhodantha ingår i släktet Kunhardtia och familjen Rapateaceae. Inga underarter finns listade i Catalogue of Life.